# Окуневский, Теофил Ипполитович
Теофил Ипполитович Окуневский (укр. Теофіл Окуневський, пол. Teofil Okuniewski; 7 декабря 1858, с. Яворов — 19 июля 1937, Городенка) — западноукраинский общественный и политический деятель, юрист, адвокат, доктор права, один из основателей «Ру́сько-украи́нской радика́льной па́ртии» и Украинской национально-демократической партии (УНДП), посол (депутат) государственного парламента Австро-Венгрии и Галицкого краевого сейма (1897—1900 и 1907—1918 г.). Дипломат.

## Семья
Родился в патриотической священнической семье. Прадеда Ярослава Окуневского звали окунем, а благородное окончания добавил дед Адам-Даниил.
В семье священника и врача о. Ипполита Окуневского (1833—1902) и Феклы (дочери священника Иоанна Кобринского), кроме Теофила, было 4 детей:
- Ярослав Окуневский (1860—1929) — военный врач, украинский общественный и военный деятель, писатель, действительный член НТШ, адмирал флота Австро-Венгерской империи.
- Ольга Окуневская (* 1875) — известная пианистка, 4 года училась у Николая Лысенко, товарищ и аккомпаниатор Крушельницкой.
- Наталья Окуневская (* 1864) — активистка женского движения в Галиции, организованного Н. Кобринською, родственниками Окуневских по линии матери
- Эмилия Окуневская (* 1862) — жена адвоката Михаила Дорундяк, умерла молодой.

## Биография
Окончил юридический факультет Венского университета, входил в состав общества украинских студентов «Сич». Защитил докторскую диссертацию. Кандидат адвокатуры в Станиславове.
В 1890 году открыл собственную адвокатскую контору в г. Городенка на Галичине (тогда Австро-Венгрия), занимался адвокатской практикой.
В течение многих лет возглавлял филиал «Просвиты» в этом городке, избирался бургомистром, хотя австрийское наместничество не допустило его к управлению.
Вся его деятельность связана прежде всего с Городенковщиной, с которой долгое время он не расставался. Даже уже в почтенном возрасте в 1920-е годы Теофил Окуневский всё ещё занимался в Городенке адвокатской практикой.

## Политическая и общественная деятельность
В 1890 г. был в числе основателей «Русско-украинской радикальной партии» (позже за ней закрепилось название «Украинская радикальная партия»). В 1897 году партия принимала активное участие в парламентских выборах в Австро-Венгрии. От УРП тогда были избраны Теофил Окуневский, Роман Яросевич и независимый кандидат Даниил Танячкевич.
Теофил Окуневский, известный своими радикальными взглядами, без особых трудностей получил депутатский мандат в сейм в Коломыйском повяте. В своей программе он впервые использовал новую, ещё не практикуемую в Галичине, тактику
предвыборной борьбы. Окуневский «пошёл в народ», ехал и шёл от села к селу Коломыйщины, Городенщины, других мест Западной Украины и созывал всюду вече, а на них рассказывал людям о их правах. До того времени никто из кандидатов в депутаты не делал этого.
Будучи самым молодым послом (депутатом) Галицкого краевого сейма Теофил Окуневский сыграл важную роль в истории украинского парламентаризма. Активная общественная деятельность, умение убедительно и доступно объяснять сложные правовые и политические вопросы способствовали распространению авторитета молодого адвоката в народе.
Вместе с Иваном Франко в 1899 году вышел из радикальной партии и стал одним из основателей Украинской национально-демократической партии, затем — членом Украинской Национальной Рады ЗУНР.
В период ЗУНР (1918—1919) исполнял обязанности комиссара Городенковского повята, был членом президиума Национальной Рады (Совета) ЗУНР.
Находился на дипломатической работе во Франции.